# Situation sociale sous le Second Empire
La situation sociale sous le Second Empire évolue dans le cadre d'une période de développement économique  important, notamment dans le domaine industriel et dans celui des voies de communication.

Louis-Napoléon Bonaparte, futur Napoléon III, a été élu Président de la Deuxième République en 1848 puis, à la suite du coup d'état du 2 décembre 1851, est devenu Empereur des Français le 2 décembre 1852, date du début du Second Empire.  
Le nouvel empereur avait fait tôt sa philosophie politique dans Idées napoléoniennes et dans De l'extinction du paupérisme (1844), mélange de romantisme, de libéralisme autoritaire et de socialisme utopique. Le règne de cet admirateur de la modernité britannique est marqué par un développement industriel, économique et financier considérable, et par la transformation de Paris par le préfet Haussmann.

## Les forces stabilisatrices de la politique deNapoléonIII
La volonté principale du nouveau régime était la disparition du paupérisme grâce à l’économie, mais aussi une nette volonté sociale. Pour cela, le pouvoir bonapartiste a tenté de stabiliser le régime et la société française en mettant en avant certains groupes et élites.

### Les effectifs politiques
Le personnel politique – membres du gouvernement, aussi bien le Conseil d’État que les parlementaires – ne sont plus issus des mêmes classes sociales qu’auparavant. Tandis que la noblesse s’efface de plus en plus des postes politiques, deux fractions de la population sont mieux représentées : les grands hommes d’affaires d’un côté, et ceux que l’on appelle les « hommes nouveaux » de l’autre, c'est-à-dire ceux qui rompent avec le conformisme des capacités juridiques. Ces derniers ne sont guère plus nombreux qu’avant, mais peuvent davantage marquer leurs différences du fait des prétentions démocratiques du régime. Ainsi, ils bénéficient d’une certaine marge de manœuvre, qu’ils n’avaient pas auparavant.
Cependant, les parlementaires semblent éloignés du pouvoir. De plus, ils bénéficient d’une faible indemnité. Il y a, dans cette catégorie du personnel politique, une surreprésentation de fonctionnaires, ce qui prouve la relative importance de cette part de la société dans la politique du Second Empire.

### Les élites administratives
Le bonapartisme offre aux élites administratives un statut rehaussé, revalorisé, mais le milieu social qui en bénéficie est aussi étroit que pour le personnel politique présenté précédemment. Ils profitent ainsi d’une rémunération supérieure, mais ils jouissent d'autres avantages. Ainsi, ils profitent notamment de la construction ou de la rénovation de leurs lieux de travail, d’un effort particulier du point de vue de leurs costumes ou uniformes, et beaucoup reçoivent décorations ou titres de la part du pouvoir.
C’est grâce à ces élites que Napoléon III a essayé de réconcilier les diverses fractions de la classe dirigeante en les mettant au service de l’État. Cependant, ce personnel administratif n’est finalement ni propre au régime bonapartiste, ni entièrement fiable.

### L’armée
Dans le cadre de l'ambition du Second Empire d'accroître l'influence de l'État dans tous les domaines, les effectifs de l'armée sont augmentés et l'on tâche de la faire s’orienter vers une armée de métier, par sa composition. Cependant, le maintien du tirage au sort et du système de remplacement[Quoi ?](qui offre à une personne aisée la possibilité de transférer le devoir qu'il doit à la France à un autre citoyen contre rétribution) rend toujours la participation au service obligatoire injuste, mais le pouvoir bonapartiste préfère cette solution afin de conserver le soutien des paysans aisés (qui peuvent, ainsi, éviter le service militaire) et des notables dont le rôle, sous le Second Empire, n’est pas à négliger[précision nécessaire]. Un service militaire long, réservé aux plus pauvres des classes populaires est de même imposé par la loi de 1855 sur l’exonération.
Par ailleurs, un certain nombre de postes d'officiers et de sous-officiers étant disponible, l'encadrement de l'armée est renouvelé, et rajeuni. 
L’empire offre en effet débouchés et promotions à une jeunesse insuffisamment qualifiée, qui se réalisent par le service de l’État, en outre-mer (en Algérie notamment), où elle rêve de réussite.

### Le clergé
Napoléon III, durant son règne, a fait du clergé et notamment du clergé régulier, un organe majeur dans le domaine de l’instruction, mais aussi dans celui de l’assistance aux indigents. Il faut dire que le clergé est une force considérable d’encadrement. Ainsi, le clergé régulier assure une grande partie de l’enseignement primaire, notamment féminin, mais aussi une part plus restreinte de l’enseignement secondaire. De plus, la loi Falloux, votée en 1850 sous la Deuxième République, a pour conséquence la multiplication des collèges religieux.
Le clergé endosse également une fonction d’assistance aux pauvres. Ainsi, les indigents peuvent, en milieu rural, bénéficier d’une médecine gratuite. De même, le régime bonapartiste favorise l'extension des écoles congréganistes, ce qui profite aux couches les plus démunies. De plus, l’influence du clergé est grande auprès des paysans et paysannes, mais également dans les hôpitaux et hospices, où il dispense une certaine morale religieuse.
Ainsi, ce réseau d’encadrement permet de mieux lutter contre les épidémies et de diffuser la vaccination, grâce à sa présence dans les milieux hospitaliers. Cela a aussi des effets bénéfiques sur le clergé, puisqu’il voit le budget des cultes augmenter au cours du Second Empire. Cela permet entre autres la restauration ou la reconstruction des églises et presbytères. De nouveaux pèlerinages et de nouvelles œuvres sont créés à cette époque. Du fait de la présence des religieux dans l’enseignement, les vocations sont nombreuses, mais l'inégalité des revenus entre les différentes catégories de prêtres contribue au maintien d’un recrutement plutôt populaire[précision nécessaire].
Cependant, la politique de Napoléon III en Italie et la montée des ultramontains crée une certaine agitation au sein du bas-clergé, aboutissant à un refroidissement des relations entre l’Église et l’État.

### La situation du secteur rural: un relatif âge d’or
Durant le Second Empire, bien que l’industrialisation commence à se développer, l’agriculture reste encore le secteur dominant – un peu moins de 50 % de la population active. Pourtant, cela n’implique ni surpopulation ni paupérisme, comme cela fut auparavant. En effet, on observe un exode rural des éléments marginaux de ce secteur : journaliers temporaires, mendiants, domestiques, petits artisans itinérants, etc. Ces derniers trouvent de l'activité notamment dans les grands chantiers du Second Empire.
De ce fait, la situation des salariés agricoles s'améliore : moins de chômage saisonnier, un salaire globalement plus élevé – 30 % en 30 ans si l’on considère le salaire réel. Cela se traduit aussi par une augmentation du nombre de propriétaires exploitants du fait de la facilitation de l'accès à la propriété[précision nécessaire]. La paysannerie bénéficie du progrès technique, notamment concernant le domaine des communications. Une meilleure commercialisation des produits agricoles est aussi constatée, mais la productivité n’est alors pas une préoccupation, et l’on compte plus alors sur la propriété, ce qui explique aussi que le secteur agricole, dont les moyens augmentent progressivement, investisse dans le foncier ; c'est l'essor de l'exploitation agricole. De plus, les paysans français sont davantage sensibles à la variation des prix, et ont de plus en plus de surplus négociables. Ainsi, la condition du secteur agricole s’améliore.
Cependant, cette prospérité ne profite pas équitablement à tous. La hiérarchie dans la société rurale perdure, même s’il y a un glissement d’ensemble vers le haut. L'amélioration est inégalement répartie selon les régions, car la France compte quelques îlots de richesse rurale. La demande foncière étant bien supérieure à l’offre, les prix des terres agricoles augmentent, de même que s'étend la pratique du fermage. On peut donc dire que l’âge d’or que connaît le secteur rural sous le Second Empire est relatif ; certes, il y a un glissement d’ensemble vers le haut, mais la prospérité reste inégale.

## Une société en mouvement
Durant la période du règne de Napoléon III, un ensemble de forces tendent à stabiliser le régime nouvellement créé. Pourtant, sous le Second Empire, la société reste une société en mouvement.
Privé du soutien des Catholiques, que sa politique italienne inquiète, et de celui du patronat et des industriels, ulcérés par le traité de libre-échange conclu en 1860 avec la Grande-Bretagne (négocié et ratifié par l'Empereur, il fait figure de « coup d'État douanier »), Napoléon III, ainsi déçu par les élites, recherche alors l'appui de nouveaux soutiens dans les masses populaires, notamment les ouvriers.

### Le début du règne
Reprenant les principes exposés dans les phalanstères de Charles Fourier et dans l'Icarie d'Étienne Cabet, Louis-Napoléon est à l'origine de la construction des 86 premiers logements sociaux de Paris à la cité Rochechouart en 1851, qu'il fait financer par le sous-comptoir du Commerce et de l'Industrie pour le bâtiment afin de pallier la défaillance du conseil municipal de Paris. Il fait lui-même un don de 50 000 francs pour aider à la construction de cités ouvrières destinées au remplacement des logements insalubres de la capitale et fait traduire et publier Des habitations des classes ouvrières, de l'architecte anglais, Henry Roberts. 
Le début du règne de Napoléon III est aussi marqué dans le domaine social par le décret du 23 janvier 1852, reprenant une proposition de loi de Jules Favre qui voulait déclarer acquis au domaine de l'État les biens de l'ancien Roi des Français. Le décret napoléonien interdit à la famille d'Orléans de posséder des biens en France et annule les dotations financières attribuées autrefois à ses enfants par Louis-Philippe, le produit des séquestres, d'un montant de 10 000 000 de francs, étant réparti entre les sociétés de secours mutuel, les logements ouvriers, la caisse des desservants ecclésiastiques et la Légion d'honneur . « Les associations ouvrières, en fait des coopératives de production, sont presque toutes dissoutes » mais en revanche, les sociétés de secours mutuel, « si elles acceptent le patronage des membres honoraires qui les subventionnent, du maire et du curé », sont favorisées. Il s'agit dans l'esprit de Louis-Napoléon de promouvoir « le bien-être du peuple mais ne pas tolérer de sociétés de résistance sous couvert d’œuvres sociales » alors qu'en même temps il autorise également les congrégations pour femmes.
Le régime électoral fut précisé par un décret du 2 février qui fit d'un électeur tout homme de 21 ans comptant 6 mois de domicile. Le scrutin d'arrondissement à deux tours fut adopté de préférence à celui du scrutin de liste en vigueur sous la Deuxième république. Enfin, parmi les dispositions les plus innovatrices et remarquées depuis janvier 1852 figure celle qui établit les bureaux de vote dans chaque commune, et non plus au chef-lieu de canton, comme c'était le cas depuis 1848. L'historien Maurice Agulhon note que cette innovation « en facilitant et familiarisant [...] la pratique du vote, ne pouvait que contribuer à l'éducation civique de l'électeur, ce qui se produira en effet peu à peu au long du Second Empire ».
Saint-simonien convaincu, inspiré notamment par son proche conseiller Michel Chevalier, Louis-Napoléon rêve d'une ville organisée et saine, avec de larges boulevards et avenues reliant facilement les pôles d'attraction, où le commerce et l'industrie puissent se développer et les plus démunis vivre dans des conditions décentes. Le Paris transformé par le baron Haussmann sera ainsi d'abord le Paris saint-simonien imaginé par le prince-président dont beaucoup d'aspects figuraient dans les phalanstères de Charles Fourier et dans l'Icarie d'Étienne Cabet.

### 1862: un tournant pour le monde ouvrier
À partir de 1862, la politique sociale de l'Empereur se montre plus audacieuse et novatrice que durant la décennie écoulée. En mai 1862, il fonde la Société du Prince Impérial destinée à prêter de l'argent aux ouvriers et à aider les familles temporairement dans le besoin. Son projet de loi visant à créer une inspection générale du travail, pour faire respecter la loi de 1841 sur le travail des enfants, est cependant retoqué par le Conseil d'État. La même année, sous les encouragements des parlementaires réformistes (Darimon, Guéroult) et de l'élite ouvrière, il subventionne l'envoi d'une délégation ouvrière conduite par Henri Tolain à l'exposition universelle de Londres. Pour l'économiste et homme politique socialiste Albert Thomas, « si la classe ouvrière se ralliait à lui [Napoléon III], c'était la réalisation du socialisme césarien, la voie barrée à la République. Jamais le danger ne fut aussi grand qu'en 1862. ». De retour de Londres, la délégation ouvrière demande l'application en France d'une loi permettant aux travailleurs de se coaliser sur le modèle de ce qui se faisait en Grande-Bretagne et dans le contexte des élections de 1863 et de celles complémentaires de 1864, Tolain et les militants ouvriers, dont Zéphyrin Camélinat, rédigent le manifeste des soixante, un programme de revendications sociales qui affirme son indépendance vis-à-vis des partis politiques, notamment les républicains, et présentent des candidats (qui seront battus). L'Empereur appuya néanmoins leur vœu sur le droit de coalition qui fut relayé au parlement par Darimon et le Duc de Morny. Malgré les réticences du Conseil d'État, le projet de loi préparé par Émile Ollivier est adopté par 221 voix contre 36 par le Corps Législatif et par 74 voix contre 13 au Sénat. Ratifiée et promulguée par Napoléon III, la loi du 25 mai 1864, aussi appelée « loi Émile Ollivier », reconnait pour la première fois le droit de grève en France du moment qu'il ne porte pas atteinte à la liberté du travail et s'exerce paisiblement. 
En dépit de la reconnaissance de ce droit de grève, les syndicats proprement dits demeurent prohibés. Une circulaire impériale du 23 février 1866 demande d'abord aux préfets de laisser se tenir les rassemblements ayant des revendications purement économiques. Puis, le droit d'organisation des salariés dans des associations à caractère syndical est reconnu dans une lettre du 21 mars 1866 et par un décret du 5 août 1866 portant création d'une caisse impériale des associations coopératives. Le 30 mars 1868, les chambres syndicales sont officiellement tolérées par le gouvernement mais les syndicats eux-mêmes ne seront pas autorisés avant la loi Waldeck-Rousseau en 1884.
Des soupes populaires sont organisées pour les pauvres alors que se mettent en place les premiers systèmes de retraites et qu'une loi fonde une caisse d’assurance décès et une caisse d’assurance contre les accidents du travail (1868). La loi du 6 juin 1868 légalise le droit de réunion, bien qu’on ne doive y traiter que d’industrie, d’agriculture ou de littérature ; tout enjeu politique ou religieux y est interdit. Le 2 août 1868, une loi abroge un article du code civil qui donnait primauté, en cas de contentieux, à la parole du maître sur celle de l’ouvrier. Le 23 mars 1869, le Conseil d'État supprime le livret ouvrier, une demande récurrente de Napoléon III, puis en décembre, la bourse du travail est inaugurée à Paris.

### Une prise de conscience ouvrière
Bénéficiant de ces réformes, les ouvriers voient ainsi leurs droits augmenter, mais ils prennent aussi conscience de plusieurs choses les concernant : la précarité de leurs conditions de travail, ou encore de leurs logis en est un bon exemple. Le monde ouvrier se rend compte de sa situation misérable. C’est dans ce secteur que l’on trouve la plus forte mortalité infantile, avec quelques hausses parfois, dues à différentes crises. De plus, c’est dans ce monde que s’accentuent les écarts sociaux entre patrons et employés. On observe aussi une grande instabilité du marché du travail, qui reste encore, même dans le domaine industriel, très saisonnier. Enfin, la classe ouvrière a une forte impression de précarité face au luxe affiché par la bourgeoisie.
Les contacts pris à Londres par la délégation de Tolain avec les représentants ouvriers de divers pays ont abouti à la création en 1864 de l'Association internationale des travailleurs (AIT) alors dominée par les réformistes et les proudhoniens. Elle ouvre un bureau en France en 1865, dirigé par Henri Tolain.

### Possibilités d’ascension et d’amélioration
Tout n’est pas noir dans le monde ouvrier ; l’ascension sociale y est toujours possible, et il y a encore possibilité d’une vie plus aisée concernant certains secteurs. En effet, on voit un certain nombre de simples ouvriers gravir l’échelle sociale jusqu’à devenir patrons de leur propre entreprise, rachetée ou fondée. Concernant ces dernières, on constate l’importance des réseaux familiaux et des associations pour la fondation d’entreprises ; rares ceux qui parviennent à se débrouiller seuls dans ce monde. L’association reste donc encore la meilleure solution. Pour en revenir aux secteurs les plus dynamiques, force est de constater que le textile et la métallurgie sont en pleine expansion.[Information douteuse]
Enfin, on remarque que le nombre de livrets de Caisse d’Epargne au sein de la classe ouvrière augmente, ce qui montre bien que celle-ci parvient tout de même à améliorer sa situation jusqu’à avoir quelques économies. Deux tendances se retrouvent parmi les plus aisés ou encore ceux qui ont légèrement plus de ce que leur train de vie leur impose : soit ils épargnent, soit ils dilapident tout en menant un train de vie supérieur à leurs rentrées d’argent, et s’endettent. Ceci montre bien que, malgré l’impression de précarité qu’ont les ouvriers, ils ne sont pas, pour certains d’entre eux, si misérables.[Information douteuse]

### Développement de grandes entreprises
C’est aussi pendant cette période que se développent de grandes entreprises, dont la visée est nationale, voire internationale pour certaines. C’est par exemple le cas de l’entreprise d’Eugène I Schneider, appelée communément Le Creusot. De plus, on cherche de plus en plus, dans ces entreprises, à stabiliser un noyau d’ouvriers, car les ouvriers sont, sous le Second Empire, d’une grande mobilité, due à l’aspect encore très saisonnier des emplois proposés. Ainsi, grâce à ces noyaux d’ouvriers stables, ces grandes entreprises peuvent se développer. En revanche, on constate que la visée internationale de l’industrie n’est pas sans problèmes. En effet, si les français sont de moins en moins sensibles aux crises de cherté liées aux mauvaises récoltes, ils sont plus vulnérables face aux crises liées aux échanges internationaux, ainsi que celles liées à la concurrence entre branches modernisées et traditionnelles.

## Fin du Second Empire et détérioration du climat social
Napoléon III souhaitait éradiquer le paupérisme grâce à la prospérité de son Empire; on constate tout de même qu’une grande partie de ses démarches se sont soldées par un échec.

### Échec bonapartiste du point de vue ouvrier
De nombreux ouvriers furent séduits par la politique sociale de l'Empereur mais leur ralliement au régime ne fut pas massif. Certains dénièrent aux « bourgeois-républicains » le droit de parler en leur nom mais les tentatives pour donner à ces ouvriers ralliés une représentation parlementaire échouèrent. Le ralliement fut aussi limité par les incertitudes de la politique économique du gouvernement, par la persistance de la crise du coton et par le début d'une récession au début de l'année 1866. 
Lors du congrès de l'Association internationale des travailleurs (AIT) à Lausanne, en septembre 1867, sous l'influence des marxistes venus en nombre, l'AIT affirme le principe selon lequel l'émancipation sociale des travailleurs passe par leur émancipation politique, précisant que celle-ci « doit être l’œuvre des travailleurs eux-mêmes », reposant ainsi le dogme de la lutte des classes. Lors de ce congrès, l'AIT s'en prend vivement aux armées permanentes et aux gouvernements autoritaires. De retour en France, renonçant ainsi formellement à son réformisme proudhonien, la section française autour de Tolain se lance dans le soutien à des manifestations et à des grèves,. Elle ne tarde pas à être perquisitionnée tandis que Tolain est arrêté et condamné en justice. La section est finalement dissoute pour avoir participé à une manifestation républicaine. À la fin de l'année 1868, une seconde section française est créée, dirigée par Eugène Varlin et Benoît Malon dont l'un des mots d'ordre est de faire la « révolution politique », alors que l'AIT « passe définitivement sous l'influence marxiste » lors du congrès de Bruxelles. Si le gouvernement envisage alors la légalisation des syndicats avec pour corollaire leur ralliement au socialisme césarien, il ne peut tolérer un ralliement au socialisme international marxiste qui semble se profiler au travers de l'AIT. Pour couper court, plusieurs militants sont poursuivis, condamnés et emprisonnés (dont Albert Theisz, Varlin et Malon) au cours de 3 procès de l'AIT tenus entre 1868 et 1870. Mais lors des élections législatives de 1869, pour la première fois, les ouvriers rallient en majorité les candidats républicains ce qui sonne comme un échec pour la politique d'ouverture sociale de Napoléon III. En 1870, une fédération parisienne de l’AIT ouvre de nouveau ses portes à Paris mais quelques jours plus tard, le 30 avril « l’arrestation de tous les individus qui constituent l’Internationale est ordonnée ». Le 8 juillet, elle est déclarée dissoute. 
Néanmoins, sur toute la période du Second Empire, la grande misère recule; et si le niveau de vie des ouvriers reste précaire, leur pouvoir d'achat a cependant réellement augmenté alors que les périodes de sous-emploi se faisaient plus brèves.

### Les conséquences des mutations rapides sur le paysage urbain et les cadres de vie
Les mutations rapides engendrées par la relative prospérité qui eut lieu durant le Second Empire, ainsi que l’exode rural ont particulièrement touché le paysage urbain et les cadres de vie. On observe notamment des tensions entre les différentes classes, et l’on voit de plus en plus une séparation entre domicile et lieu de travail, notamment chez la classe bourgeoise, qui souhaite s’éloigner de la classe ouvrière. Ces tensions s’observent aussi entre populations d’origine différente, comme par exemple entre citadins et personnes venues de la campagne.
C’est aussi à cette époque que le cadre de vie se détériore ; on voit même apparaître des bidonvilles.

### Paris muselé
La réorganisation urbaine sert aussi d’autres intérêts ; à Paris, par exemple, cette réorganisation sert à toujours fournir de l’emploi à une classe sociale qui est une véritable poudrière et dont on craint l’éventuel soulèvement.

### La demande croissante dans le domaine de l’enseignement
Il s’agit essentiellement d’une demande des milieux populaires, plus spécialement des ruraux. On constate alors une hausse générale de l’alphabétisation en France, à cette époque. Ceci s’explique notamment par les effets à long terme de la Loi Guizot de 1833 mais aussi par la politique menée par Victor Duruy; le ministre de l'instruction publique de 1863 à 1869, par ailleurs universitaire et historien, dont l'ambition est « l'instruction du peuple », met l'accent sur l'enseignement populaire alors que les premières années de la décennie 1860 ont été marquées en ce domaine par quelques avancées :
En 1861 la fontenaicastrienne Julie-Victoire Daubié avait ainsi été la première femme reçue au baccalauréat mais pour obtenir son diplôme avait attendu que l'Impératrice et l'Empereur interviennent auprès du ministre, Gustave Rouland, pour qu'il signe le diplôme. En 1862, la première école professionnelle pour jeunes filles avait été ouverte par Madame Elisa Lemonnier alors que Madeleine Brès obtenait le droit de s'inscrire à la Faculté de médecine de Paris.

Victor Duruy ouvre l'enseignement secondaire aux jeunes filles et s'efforce à partir de 1865 de développer l'enseignement primaire, en dépit de l'hostilité de l'Église catholique romaine qui craint une perte de son influence. Bien qu'ayant plaidé auprès de l'Empereur avec succès, puis auprès du Corps législatif sans succès, la constitution d'un grand service public de l'enseignement primaire, gratuit et obligatoire, il impose, en 1866 et 1867, l'obligation pour chaque commune de plus de 800 habitants d'ouvrir une école pour filles, l'extension de la gratuité de l'enseignement public du premier degré à 8 000 communes et l'institution d'un certificat d'études primaires sanctionnant la fin du cycle élémentaire. Il fait également entrer dans les programmes scolaires l'enseignement de la philosophie et de l'histoire contemporaine, jusque-là délaissée au profit de l'étude de l'Antiquité.

### Conclusion
Cette situation politique en crise, ainsi que la montée d’un nouveau mouvement ouvrier fait ressurgir une peur sociale au sein de la bourgeoisie. C’est notamment à cause de ces problèmes qu’aura lieu la Commune de Paris (1871).